# Auckley
Auckley – wieś w Anglii, w hrabstwie ceremonialnym South Yorkshire, w dystrykcie metropolitalnym Doncaster. Leży 33 km na północny wschód od miasta Sheffield i 230 km na północ od Londynu. W 2001 miejscowość liczyła 3266 mieszkańców.